# Laure du bout du monde
 (septembre 2021).
Si vous disposez d'ouvrages ou d'articles de référence ou si vous connaissez des sites web de qualité traitant du thème abordé ici, merci de compléter l'article en donnant les références utiles à sa vérifiabilité et en les liant à la section « Notes et références ».
Laure du bout du monde est un roman de Pierre Magnan publié en 2006

## Résumé
Vers 1950 à Éourres (Hautes-Alpes), Marlène, en première, a Laure, qui pèse 750 g. Elle ne veut pas la voir. Aimée, la belle-sœur de Marlène, veille sur elle. Dans sa deuxième année, Laure manque de se faire écraser par un arbre abattu par Séraphin. À quatre ans, elle demande à Aline, voisine, de lui apprendre à lire, et efface quatre cents ans de haine familiale. À cinq ans, elle va à l'école avec une tante qui la néglige. Le grand père, Florian, marie Aimée à Charles, puis achète le premier tracteur des environs. Laure a remplacé Aimée pour la garde des moutons. Elle repique les aspics de lavande avec son père, Romain. À dix ans, Laure fait la vaisselle au restaurant et cueille la lavande à la serpe. Elle a l'examen des bourses et devient interne à onze ans. À Noël, elle piège des grives pour payer sa pension. Puis le prix de la lavande baisse et Laure travaille pour payer ses études. Séraphin lui donne ses économies pour qu'elle continue après le brevet.